# Mohammad Mokri

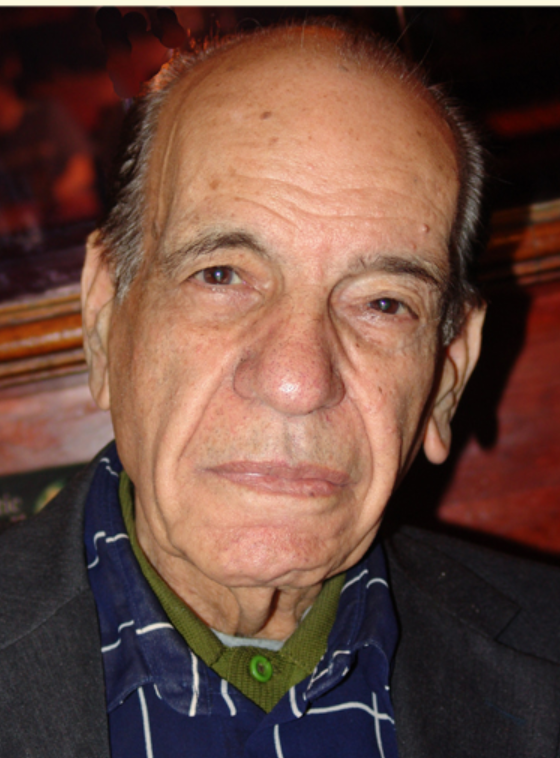
Mohammad Mokri

Mohammad Mokri (persisch محمد مکری; * 1921 in Kermānschāh; † 12. Juli 2007 in Évry, Frankreich) war iranisch-kurdischer Wissenschaftler mit fachlichem Schwerpunkt Sprache und Poesie der Kurden: Bijan et Manija. Er gehörte zum Gefolge Ruhollah Chomeinis, als dieser nach dem Sturz des Schahs in den Iran zurückkehrte.
Mokri schrieb mehr als 100 Bücher und 700 Artikel und arbeitete für den iranischen Ministerpräsidenten Mohammad Mossadegh bis zu dessen Sturz in der Operation Ajax. Mit Mossadegh soll Mokri seit seinem 20. Lebensjahr befreundet gewesen sein. 1953 ging Mokri nach Paris und arbeitete dort als Hochschullehrer an der Pariser Sorbonne im Exil. Als einer der ersten empfing er Ruhollah Chomeini, den er vorher schon einmal in Nadschaf besucht hatte, als dieser am 6. Oktober 1978 aus Nadschaf nach Paris ausgewiesen wurde. Während der Exilzeit von Chomeini wirkte Mokri als dessen persönlicher Berater. Nach der Rückkehr in den Iran 1979 wurde er von der neuen Regierung als Botschafter nach Moskau (UdSSR) und später nach Ulaanbaatar in die Mongolei geschickt. Später distanzierte sich Mokri von dem Teheraner Regime und kehrte 1989 wieder nach Paris zurück. Er verstarb in Frankreich.

## Werk (Auswahl)
Linguistik
- Dictionnaire persan (Farhang-e Fārsi). Tahuri Verlag, Teheran: 1954
- A Kurdish-Arabic Dictionary. Librairie du Liban, Beirut: 1975
- Vocabulaire et bibliographie des langues indo-européennes I, II. Paris, 1977
- Grammaire et lexique comparés des dialectes kurdes. Éditions Karthala, Paris: 2003

 Mittelpersische und Persische Literatur 
- Andarz-e Khosrow-i Kavātān. Teheran: 1947
- Dāstān-e Yūcht Frīān. Teheran: 1952
- Anthologie de la littérature persane, prose et poésie, du 3e siècle de l'Hégire à l'époque contemporaine (persische Ausgabe). Teheran: 1953, Paris: 2004
- Bīzhan-u Manīdja. Paris: 1966
- Les Chants éternels Kurdes (chants d'amour et de douleur). Paris: 1994
- Mythe gourani Babr-i Bayān (le Tigre Blanc). Paris-Louvain

Ethnographie
- Les Tribus Kurdes, Tribu des Sandjābi. Teheran: 1947–48
- Toponymes et tribus: les Djāfs de Djawānrūd. Teheran 1945

Sonstige
- Ni orientale, ni occidentale, la République Islamique. Teheran: 1984
- Les Frontières du nord de l'Iran. Caucase, Asie Centrale – Mythologie, Histoire et Mémoires. Paris: 2004
- Recherches de Kurdologie. Études d'ethnographie, de dialectologie, d'histoire et de religion (1954–1964). Paris-Louvain: 1970